# 8号爱达荷州州道

8号爱达荷州州道（英語：Idaho State Highway 8，SH-8）是美国爱达荷州西部拉塔縣和清水縣的一条东西走向的州级公路，全长53.589英里（86.243），西起与华盛顿州边界的莫斯科接270号华盛顿州州道（SR-270），东至埃爾克河，其中迪里至博維爾段与3号爱达荷州州道共线。